# Karl Tigerstedt
Karl Konstantin Tigerstedt, född den 7 maj 1822 i Kuopio, död den 5 mars 1902 i Åbo, var en finländsk historiker.
Tigerstedt blev docent i historia och senare t.f. professor och gymnasielärare i Åbo, titulärprofessor 1880 och medlem i Vitterhetsakademien i Stockholm.
I Finsk Tidskrift publicerade han en skriftserie om Göran Magnus Sprengtporten, vari han kritiserade Yrjö Koskinens uppfattning om Sprengtporten, en serie som i det närmaste blev en fullödig biografi. Han var främst intresserad av Finland under drottning Kristinas tid, och utgav flera arbeten om Per Brahe den yngre som generalguvernör.
Tigerstedt anses som en samlare av kunskap och källor och han saknade en narrativ och syntetisk strävan. Även hans samtida som Fredrik Cygnaeus och Edvard Grönblad var inriktade på arkivforskning och publikation av källskrifter. För det ändamålet hade Tigerstedt suttit på arkiv i Stockholm.
Åren 1849-50 lät han i ett över 500 sidor stort verk utge svenska dokument som berörde Finlands 1600-talshistoria. Utgivningsformen var den gamla vanliga: tryckarten utkom i form av studentavhandlingar, och var och en av dessa innehöll en tes som man sedan disputerade kring. I sina teser betonade Tigerstedt att publikationen av källmaterial nog hade varit mödosam, men att det trots allt hade varit lätt och även hade erbjudit en lättfången ära.
Matti Klinge menar att detta skall förstås så, att en renodlad utgivare av källpublikationer aldrig kunde betraktas som egentlig historieforskare. Som exempel på dylika forskare nämnde Tigerstedt biskop Magnus Jakob Alopaeus. Av sina tolv teser applicerade han fyra på Alopaeus, och genom Alopaeus fick hon också möjlighet att angripa andra forskare som i hans egen tid hade riktat in sig på materialinsamling, i synnerhet Wilhelm Gabriel Lagus.